# Hugh Owen Thomas

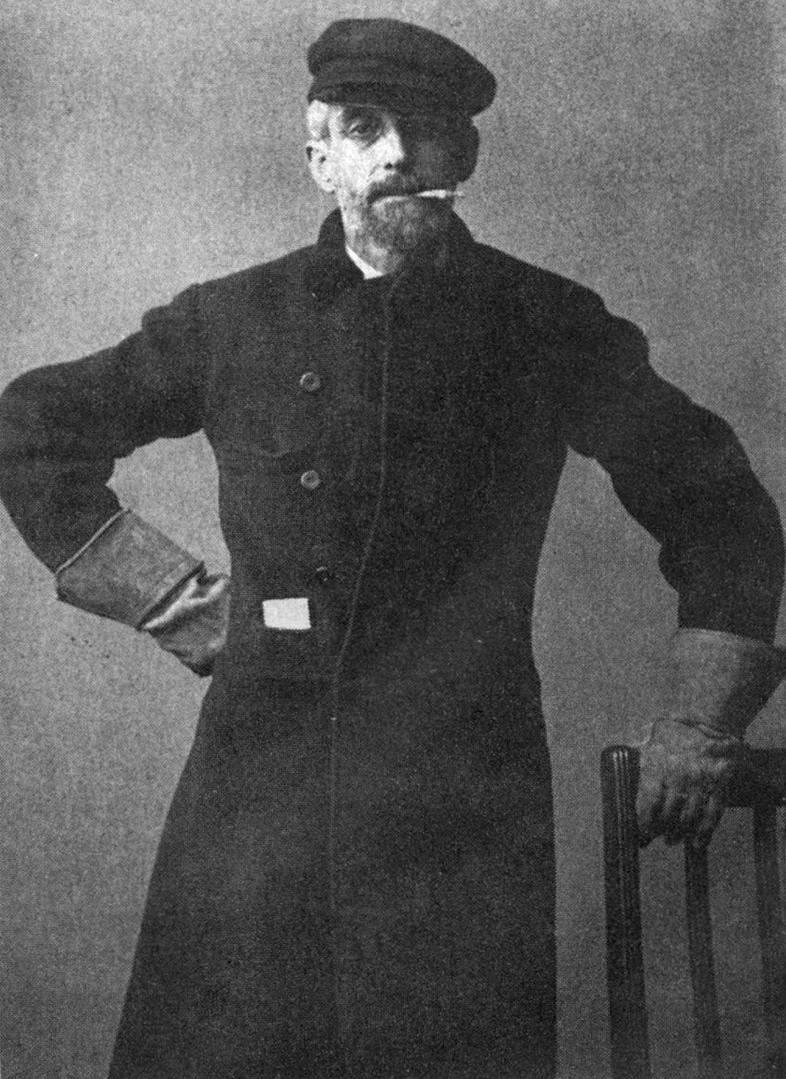
Hugh Owen Thomas

Hugh Owen Thomas (* 1834 in Tyn Llan/Bodedern, Anglesey; † 1891 in Liverpool) war ein britischer Chirurg und Orthopäde.

## Leben
Der in Wales geborene Hugh Owen Thomas stammte aus einer Familie von Heilgehilfen, die Erkrankungen des Bewegungsapparates behandelten (Bonesetter). Er studierte ab 1854 Medizin in Edinburgh und London, ließ sich aber bald nach seinem Abschluss 1857 in Liverpool nieder, wo er vor allem als Allgemeinmediziner in armen Stadtvierteln tätig war. 1891 starb er an einer Lungenentzündung.
Thomas setzte wesentliche Impulse in der Behandlung von Erkrankungen des Bewegungsapparates, weshalb er als Begründer der Orthopädie in Großbritannien bezeichnet wird. Thomas war ein energischer Verfechter von Bettruhe bei Tuberkulose und Knochenbrüchen. Er entwickelte die Thomas-Schiene, die zur Ruhigstellung bei Hüftverletzungen und -erkrankungen diente (und später im Ersten Weltkrieg die Sterblichkeit an Femurfrakturen stark senken konnte). Der Thomas-Kragen erlaubte Patienten mit Tuberkulose-Befall der Halswirbelsäule eine eingeschränkte Beweglichkeit. Der nach ihm benannte Thomas-Handgriff ermöglicht den Nachweis einer Beugekontraktur im Hüftgelenk. Zusammen mit dem Pathologen John Hughes Bennett postulierte er weiterhin Konzepte zur Behandlung der Tuberkulose durch die reichliche Zufuhr von frischer Luft.

## Bibliografie

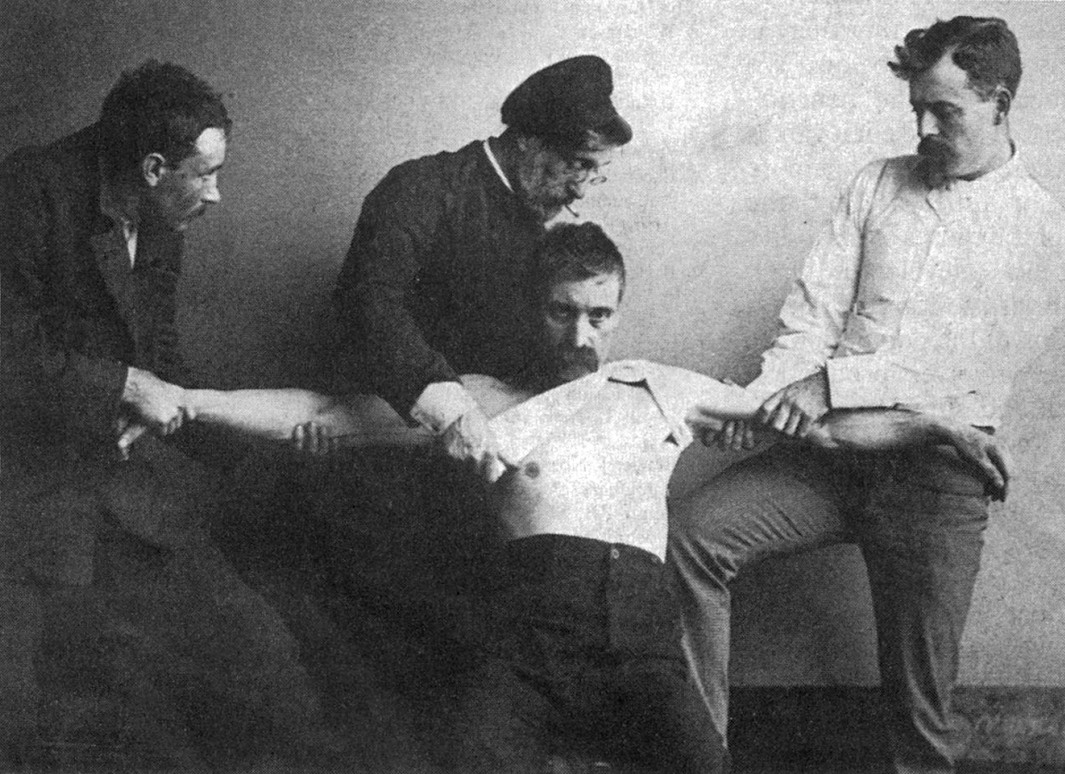
Thomas (Mitte, mit Assistenten) bei einer klinischen Untersuchung. Undatiertes Foto, vor 1891.

- Diseases of the hip, knee and ankle joints, with their deformities, treated by a new and efficient method. T. Dobb and Co., Liverpool 1876
- A review of the past and present treatment of disease in the hip, knee, and ankle joints: With their deformities (1878)
- The past and present treatment of intestinal obstructions. 1879.
- The treatment of fractures of the lower jaw. 1881.
- Intestinal disease and obstruction. 1883.
- Nerve inhibition and its relation to the practice of medicine. 1883.
- Principles of the treatment of diseased joints. 1883.
- The collegian of 1666 and the collegians of 1885: Or, what is recognised treatment? (1885)
- The principles of the treatment of fractures and dislocations. 1886.
- Fractures, dislocations, diseases and deformities of the bones of the trunk and upper extremities (1887)
- A new lithotomy operation (1888)
- An argument with the censor at St. Luke's Hospital, New York (1889)
- Fractures, dislocations, deformities and diseases of the lower extremities (1890)
- Lithotomy. 1890.
- Contributions to surgery and medicine. London 1883–1890.